# 艾杜瓦德·烏斯賓斯基
艾杜瓦德·尼古拉耶维奇·烏斯賓斯基（俄語：Эдуа́рд Никола́евич Успе́нский，羅馬化：Eduard Nikolayevich Uspensky，1937年12月22日—2018年8月14日），也叫爱德华·乌斯片斯基，俄羅斯童話作家。著名作品為《大耳查布》。

## 外部連結
- 官方网站